# Massiel

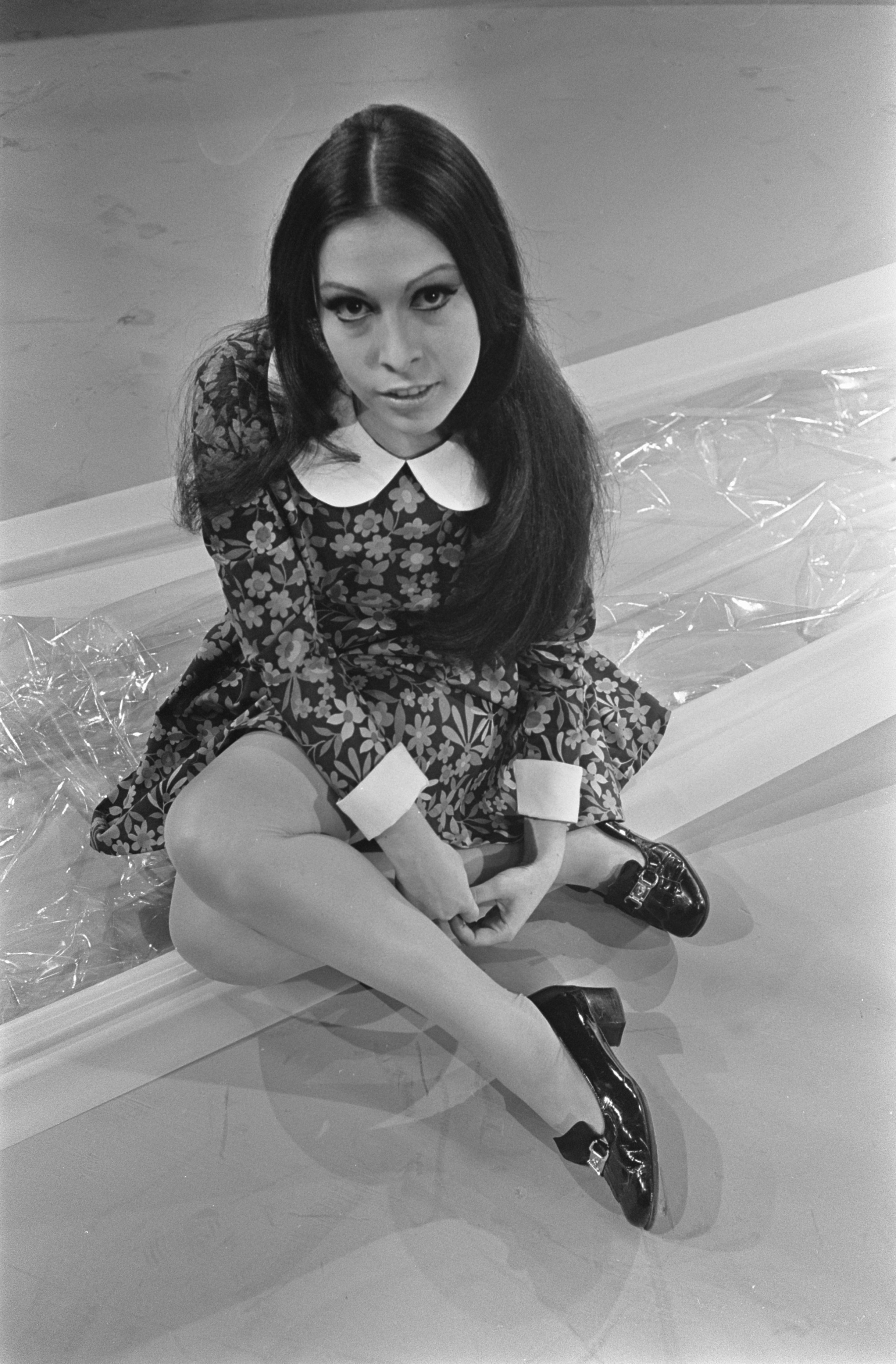
Cântăreața Massiel, câștigătoare a Festivalului Eurovision 1968

María de los Ángeles Felisa Santamaria Espínosa (n. 2 august 1947, Madrid, Noua Castilie⁠(d), Spania), cunoscută ca Massiel, este o cântăreață spaniolă populară. 

## Biografie
Artista a înregistrat primele ei discuri în 1966 iar în 1967 a avut succes cu titlul Rosas en el mar nu numai în Spania, ci și în America Latină. A câștigat concursul muzical Eurovision 1968 cu piesa La, la, la, la în 1968 pentru Spania, Cliff Richard situat pe locul al doilea cu cântecul Congratulations.
In 1971 a participat hors concours la Festivalul de muzică „Cerbul de Aur” de la Brașov, susținând un recital.
Massiel a început și o carieră de actriță, a jucat în multe filme și a jucat în multe piese de Brecht și Shakespeare în Spania. În 1976, artista a luat o pauză pentru a-și crește primul fiu, Aitor Carlos Sayas, apoi și-a reluat cu succes cariera de cântăreață cu albumele Tiempos Dificiles (1981) și Corazon De Hierro (1983).

## Filmografíe selectivă
- 1966 Vestida de novia, regia Ana Mariscal
- 1967 Codo con codo, regia Víctor Auz
- 1967 Días de viejo color, regia Pedro Olea
- 1968 Cantando a la vida, regia Angelino Fons
- 1969 El taxi de los conflictos, regia Antonio Ozores și José Luis Sáenz de Heredia
- 1977 Viva/muera Don Juan Tenorio, regia Tomás Aznar
- 1987 La vida alegre, regia Fernando Colomo
- 1994–1996 Ay señor señor (serial TV)
- 1999 Muertos de risa, regia Álex de la Iglesia